# ريالتي أوف ريسلينج
ريالتي اوف ريسلينج (ROW)' هو اتحاد مصارعة مستقل يقع مقره في هيوستن ، تكساس . تم تأسيسها تحت اسم برو ريسلنيج اليانز (PWA) في عام 2005 بواسطة بوكر تي.

## التاريخ

### برو ريسلينج اليانز
أقيم أول عرض مصارعة في ذلك الاتحاد ديسمبر 2006. صرح المالك بوكر تي أن هذا الاتحاد قد تم فتحها بهدف إعطاء المصارعين المحترفين فرصة التدريب بشكل صحيح، وكذلك الحفاظ على تراث المصارع بول بويش في هيوستن . تم التبرع بالمال الذي تم الحصول عليه في العروض لمؤسسة بوكرتي فايت فور كيدز. ، التي تساعد الأطفال على البقاء في الشوارع وتُظهر لهم فوائد حياة أفضل.
أقيمت عروض شهرية في مركز باسادينا للمؤتمرات في مدينة باسادينا ، تكساس ، ثم في مركز كلير ليك الترفيهي في مدينة كلير ليك ، تكساس
في ديسمبر 2007 ، صارع المصارع الاسطوري روب فان دام أول مباراة له بعد مغادرته دبليو دبليو اي ضد بوكر تي لصالح اتحاد PWA ، وتم عرض هذه المباراة على في دي في دي الخاص بروب فان دام تحت اسم The Best of RVD TV Vol 1 DVD.

### ريالتي اوف ريسلينج
في 9 مارس 2012 ، بعد سبع سنوات من تسمية الاتحاد برو ريسلنيج اليانز، أُعيد إطلاق العرض الترويجي باسم جديد وهو ريالتي اوف ريسلينج ويختصر الي (ROW). كان تغيير الاسم قرارًا تلقائيًا من قبل بوكر تي. في ديسمبر 2013 ، انتهى الاتحاد تقريبًا حيث قرر بوكر تي ان عرض Christmas Chaos سيكون اخر للاتحاد . و لكن مع ذلك، ساعد المستثمرون والشركاء في اللحظة الأخيرة في مواصلة افتتاح الاتحاد .
يُنتج هذا العرض عرضًا أسبوعيًا على اليوتيوب مع اقامة تسجيلات مرة كل شهر في الأحداث المباشرة في قاعة Clear Lake. أطلقت ROW لاحقًا برنامجًا تليفزيونيًا محليًا في هيوستن ، تكساس ، والذي تم بثه في الأصل على قناة KUBE-TV Channel 57 ويعرض حاليًا صباح الأحد على قناة KIAH-TV  في فبراير 2014 ، عقدت ROW شراكة مع شبكة Soul of the South للبث في 20 مدينة اخري . و بثوا أول عرض شهري على الإنترنت في يوليو 2014.
يتضمن الاتحاد أيضًا مدرسة لديها برنامج تدريبي مدته سنتان لبدء المصارعين المحترفين، بدلاً من البرامج التقليدية التي تمتد لثلاثة أشهر أو ستة أشهر في المدارس الأخرى.

## الأبطال الحاليون
| بطولة                  | البطل الحالي           | تاريخ الفوز    | البطل السابق           | ملاحظات |
| ---------------------- | ---------------------- | -------------- | ---------------------- | ------- |
| بطولة ROW للوزن الثقيل | ريكس أندروز            | 11 أغسطس 2018  | أيدين كريستينو         | [ 6 ]   |
| بطولة ROW للفرق        | ديفين ديفاين وميك دريك | 11 أغسطس 2018  | وارن جونسون وزاك ماسون | [ 7 ]   |
| بطولة ROW الجواهر      | هيان                   | 10 فبراير 2018 | كايلي راي              | [ 8 ]   |
| بطولة ROW التلفيزيون   | فان هاريسون            | 11 أغسطس 2018  | جيه جيه بليك           | [ 9 ]   |
| بطولة ROW تكساس        | ريكس أندروز            | 11 أغسطس 2018  | ميستيريوس كيو          | [ 10 ]  |

## روابط خارجية
- صفحة اتحاد ROW الرئيسية
- تاريخ أبطال اتحاد ريالتي اوف ريسلينج